# Politický okres Dubá

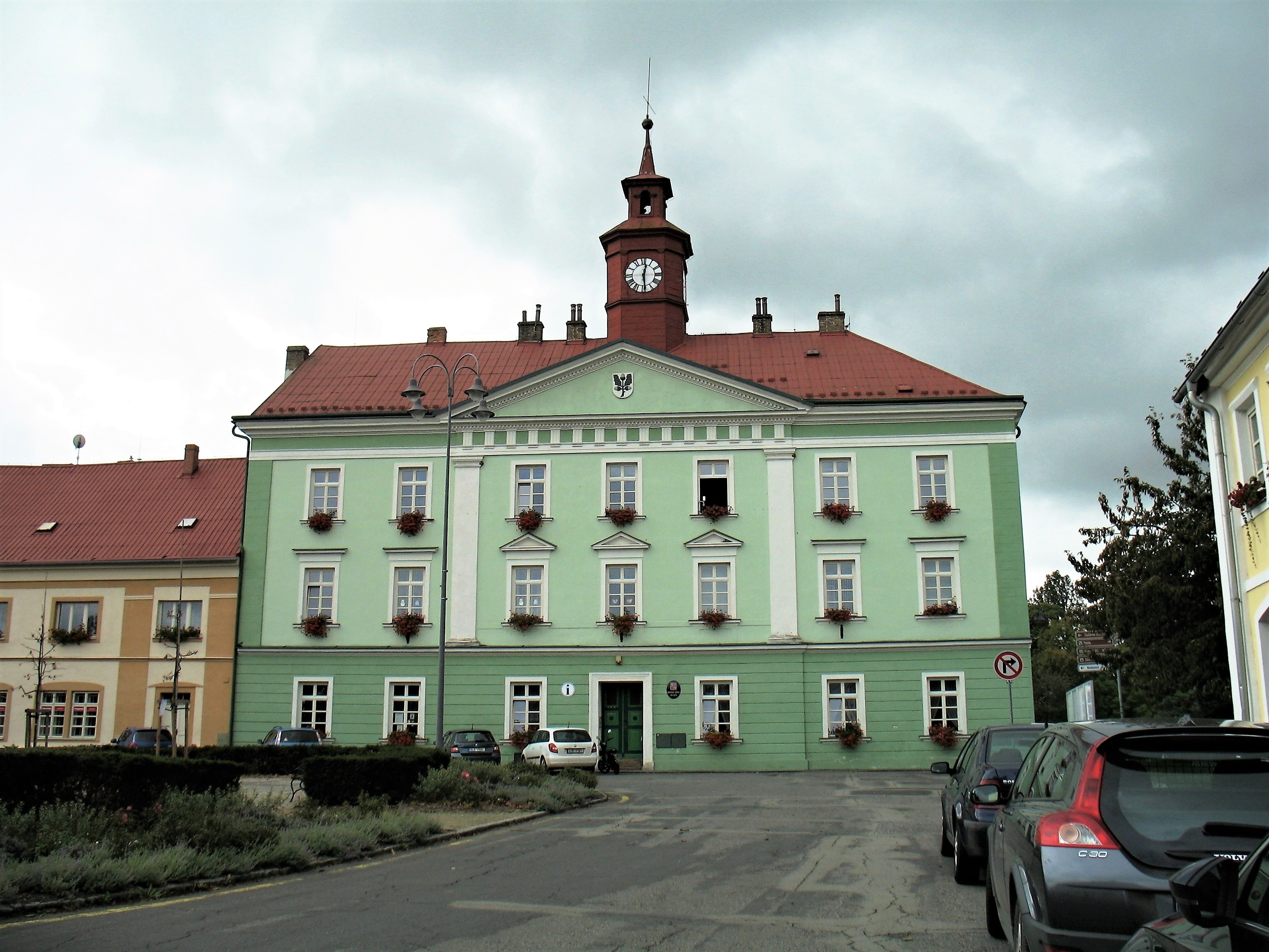
Budova radnice z roku 1851 byla sídlem správy politického a soudního okresu Dubá

Politický okres Dubá byl jedním z politických okresů v českých zemích v období let 1850 až 1949.

## Historie
Po zrušení někdejších panství vznikly roku 1850 v českých zemích politické okresy. Jedním z nich byl politický okres Dubá (Politischer Bezirk Dauba). Zahrnoval katastrální území 14 obcí: Bezděz, Doksy, Houska, Kruh, Libovice, Luka, Obora, Okna, Skalka, Tachov, Vojetín, Zbyny, Žďár a Ždírec.
Okres byl začleněn do kraje Mladá Boleslav. Z hlediska církevní správy patřil do litoměřické diecéze. Dubá byla tehdy i sídlem soudního okresu Dubá, v politickém okrese Dubá byl navíc soudní okres Štětí.
V letech 1924 až 1938 byl z tohoto okresu vyjmut Bezděz, v období let 1939–1945 sem byly připojeny katastry obcí Bezdědice, Nosálov, Víska a Vrchbělá.
V roce 1949 bylo vydáno vládní nařízení o nové územní organizaci okresů v českých zemích. Ke dni 18. ledna 1949 byl okres Dubá zrušen, jeho území se stalo částí nově vytvořeného okresu Doksy. O 11 let později byl zrušen i ten a až na malou část se stalo území součástí okresu Česká Lípa. Ona malá část na jihu byla začleněna do okresu Mělník.